# Jatropha neriifolia
Jatropha neriifolia är en törelväxtart som beskrevs av Johannes Müller Argoviensis. Jatropha neriifolia ingår i släktet Jatropha och familjen törelväxter. Inga underarter finns listade i Catalogue of Life.